# Pesadilla en el parque de atracciones
«Pesadilla en el parque de atracciones» es el segundo sencillo del álbum de Los Planetas Encuentros con entidades.
Publicado en formato digipack, incluyendo un DVD con el videoclip del tema Corrientes circulares en el tiempo, producido, dirigido y editado por Les Nouveaux Auteurs.

## Lista de canciones
1. Pesadilla en el parque de atracciones 2:25
2. Política celestial 4:27

Se editó un sencillo en CD promocional con Pesadilla en el parque de atracciones como única pista.

## Reediciones
En 2005 se incluyó, en formato CD, en la caja Singles 1993-2004. Todas sus caras A / Todas sus caras B (RCA - BMG). El cofre se reeditó, tanto en CD como en vinilo de 10 pulgadas, por Octubre / Sony en 2015.
En 2015 Octubre publica el sencillo en vinilo de siete pulgadas en una edición de 500 copias.

## Videoclip
El vídeo promocional fue dirigido por Marc Lozano para Les Nouveaux Auteurs y Common Films.
Está disponible  en Encuentro con entidades DVD (RCA - BMG 2002) y en el DVD Principios básicos de Astronomía (Octubre - Sony Music Entertainment 2009).
Sobre el vídeo Marc Lozano (responsable del colectivo Les Nouveaux Auteurs y director del clip) comenta "En este vídeo fue como volver al de Un buen día. Nos propusimos volver a poner al grupo en una situación diferente a la habitual. La idea fue crear un clip happy en el que los componentes del grupo compiten entre sí y con una chica que, de alguna manera, los controla y los putea. Los Planetas se metieron demasiado en el papel. Llegaron, se subieron a los coches y comenzaron a competir de verdad pasando del resto del equipo. Nosotros teníamos que ir corriendo como capullos detrás de ellos para grabar los planos, por eso han salido tan movidos... aunque fue muy divertido".